# Франческо Перніго
Франческо Перніго (італ. Francesco Pernigo, 10 червня 1918, Верона — 31 грудня 1985) — італійський футболіст, що грав на позиціях півзахисника і нападника, зокрема за «Венецію», а також національну збірну Італії.

## Клубна кар'єра
У дорослому футболі дебютував 1936 року виступами за команду «Марцотто Вальданьйо», в якій провів один сезон у третьому дивізіоні. Згодом на тому ж рівні відіграв сезону за «Аудаче Сан Мікеле».
1938 року перейшов до друголігової «Венеції», якій у першому ж сезоні допоміг підвищитися у класі до Серії A. Захищав кольори цієї команди до 1947 року, провівши за цей час майже 200 ігор італійського чемпіонату, маючи середню результативність на рівні 0,36 гола за матч. За результатами розіграшу 1940/41 став володарем Кубка Італії.
Згодом з 1947 по 1950 рік грав за «Модену» та «Про Патрію».
Завершував ігрову кар'єру в команді «Верона», за яку виступав протягом 1950—1951 років.

## Виступи за збірну
1948 року дебютував в офіційних матчах у складі національної збірної Італії в рамках футбольного турніру на Олімпійських іграх 1948 року в Лондоні. На тому турнірі загалом провів дві гри, відзначившись п'ятьма голами. Зокрема став автором «покера» у грі другого етапу проти збірної США, яку італійці виграли з рахунком 9:0.
Помер 31 грудня 1985 року на 68-му році життя.

## Статистика виступів

### Статистика клубних виступів
| Сезон               | Команда               | Чемпіонат           | Чемпіонат | Чемпіонат |
| Сезон               | Команда               | Ліга                | Ігор      | Голів     |
| ------------------- | --------------------- | ------------------- | --------- | --------- |
| 1936–37             | «Марцотто Вальданьйо» | C                   | ?         | ?         |
| 1937–38             | «Аудаче Сан Мікеле»   | C                   | ?         | ?         |
| 1938–39             | «Венеція»             | B                   | 31        | 13        |
| 1939–40             | «Венеція»             | A                   | 21        | 5         |
| 1940–41             | «Венеція»             | A                   | 20        | 7         |
| 1941–42             | «Венеція»             | A                   | 29        | 12        |
| 1942–43             | «Венеція»             | A                   | 27        | 9         |
| 1943–44             | «Венеція»             | AI                  | 10        | 5         |
| 1945–46             | «Венеція»             | ЧІ                  | 21        | 7         |
| 1946–47             | «Венеція»             | A                   | 38        | 12        |
| Усього за «Венецію» | Усього за «Венецію»   | Усього за «Венецію» | 197       | 70        |
| 1947–48             | «Модена»              | A                   | 37        | 18        |
| 1948–49             | «Модена»              | A                   | 31        | 10        |
| Усього за «Модену»  | Усього за «Модену»    | Усього за «Модену»  | 68        | 28        |
| 1949–50             | «Про Патрія»          | A                   | 9         | 2         |
| 1950–51             | «Верона»              | B                   | 16        | 3         |
| Усього за кар'єру   | Усього за кар'єру     | Усього за кар'єру   | 290+      | 103+      |

### Статистика виступів за збірну
| Дата     | Місто     | Господарі | Результат | Гості  | Турнір                | Голи | Примітки |
| -------- | --------- | --------- | --------- | ------ | --------------------- | ---- | -------- |
| 2-8-1948 | Брентфорд | США       | 0 – 9     | Італія | ОІ 1948 - 2-й етап    | 4    |          |
| 5-8-1948 | Лондон    | Данія     | 5 – 3     | Італія | ОІ 1948 - чвертьфінал | 1    |          |
| Усього   |           | Матчів    | 2         |        | Голів                 | 5    |          |

## Титули і досягнення
- Володар Кубка Італії (1):

«Венеція»: 1940-1941